# Василевський Петро Лук'янович
Петро Лук'янович Василевський (1908—1997) — капітан Робітничо-селянської Червоної Армії, учасник Другої світової війни, Герой Радянського Союзу (1945).

## Біографія

Меморіальна дошка у Харкові

Петро Василевський народився 16 січня 1908 року в селі Горностаївка (нині — селище в Херсонській області України) в селянській родині. Закінчив середню школу, після чого працював у селянському господарстві, потім у колгоспі. У 1930—1933 роках Василевський проходив службу в Робітничо-селянській Червоній армії, був командиром відділення 89-го стрілецького полку 23-ї стрілецької дивізії Українського військового округу. Брав участь у будівництві Харківського тракторного заводу. В 1931 році вступив у ВКП(б). У 1938 році Василевський закінчив Харківський сільськогосподарський інститут, після чого працював завідувачем сільськогосподарського відділу Харківського обласного комітету ВКП(б). У липні 1941 року вдруге призваний в армію і направлений на фронт Другої світової війни. Був політруком, потім командиром стрілецької роти, заступником командира батальйону. Брав участь у боях на Південно-Західному, 1-му Українському, 1-му і 2-му Білоруському фронтах. Під час боїв двічі поранений. У 1943 році Василевський закінчив курси удосконалення офіцерського складу. Брав участь в обороні Києва в 1941 році, Львівсько-Сандомирській операції, форсуванні Нарева в районі Сероцька, Млавська-Ельбінзькій, Східно-Померанській, Берлінській операціях, форсування Одеру. До квітня 1945 року старший лейтенант Петро Василевський був заступником командира 3-го стрілецького батальйону 269-го стрілецького полку 136-ї стрілецької дивізії 70-ї армії 2-го Білоруського фронту. Відзначився під час форсування Одеру.
20 квітня 1945 року Василевський, попри масований ворожий вогонь, переплив через Одер і взяв активну участь у захопленні плацдарму. Протягом двох днів група, в яку входив і Василевський, утримувала плацдарм на західному березі річки в районі населеного пункту Шонінген (нині — Кам'янець) за 12 кілометрах на південь від Щецина. В бою Василевський отримав поранення, але поля бою не покинув.
Указом Президії Верховної Ради СРСР від 29 червня 1945 року за зразкове виконання бойових завдань командування на фронті боротьби з німецькими загарбниками та проявлені при цьому мужність і героїзм" старший лейтенант Петро Василевський удостоєний високого звання Героя Радянського Союзу з врученням ордена Леніна за номером 40422 і медалі «Золота Зірка» за номером 5564.
Після закінчення війни у званні капітана Василевський звільнений у запас. Проживав у Харкові, працював секретарем парткому тресту «Сільгоспіндустрія». Помер 12 січня 1997 року, похований на харківському кладовищі № 2.
Також нагороджений орденами Червоного Прапора, Суворова 3-го ступеня, Вітчизняної війни 1-го ступеня і Червоної Зірки, а також низкою медалей.